# خنلانلو (شهرستانة)
خنلانلو (بالفارسية: خنلانلو) هي قرية تقع في إيران في قسم شهرستانة الريفي. يقدر عدد سكانها بـ 268 نسمة بحسب إحصاء 2016.